# Olios acolastus
Olios acolastus là một loài nhện trong họ Sparassidae.
Loài này thuộc chi Olios. Olios acolastus được Tord Tamerlan Teodor Thorell miêu tả năm 1890.